# Artanes d'Armènia Sofene
Artanes d'Armènia Sofene va ser un dinasta d'Armènia Sofene o Menor de la família dels Zariàdrides.
Cyrille Toumanoff considera als reis de Sofene emparentats amb la dinastia dels oròntides i considera a aquest rei com Orontes V, però el fa fill de Mitrobarzanes d'Armènia Sofene, que se suposa fill de Zariadris.
No abans del 120 aC i probablement cap al 110 aC, va heretar l'Armènia Sofene. Als primera anys va fer front a diversos atacs per part del regne del Pont. El seu pare hauria mort anys abans i la situació que va seguir no es coneix. Va recuperar Tomisa de Capadòcia per mitjà d'una compra. El seu veí, el regne d'Armènia, Tigranes II, que havia fet un tractat amb els parts, va dirigir la seva atenció sobre la Sofene, aprofitant que Capadòcia (possible aliada de la Sofene) estava molt ocupada en la guerra que mantenia amb el rei Mitridates VI del Pont. Finalment cap a l'any 94 aC el rei Tigranes II d'Armènia va envair el país i Artanes va morir en la lluita. El regne de Sofene va desaparèixer i va ser integrat al regne d'Armènia.